# Dalyelliidae
Famille
Les Dalyelliidae sont une famille de vers plats aquatiques de l'ordre des Rhabdocoela (infra-ordre des Neotyphloplanida et sous-ordre des Dalytyphloplanida). Des Dalyelliidae adultes sont endoparasites.

## Systématique
Le nom valide complet (avec auteur) de ce taxon est Dalyelliidae Graff, 1905.
Dalyelliidae a pour synonyme Mesovorticidae An der Lan, 1939.

### Liste des genres
Selon la base de données World Register of Marine Species (2 janvier 2024), la famille des Dalyelliidae regroupe les genres suivants :
- Austrodalyellia Hochberg & Cannon, 2002
- Castrella Fuhrmann, 1900
- Dalyellia Fleming, 1822
- Fulinskiella Gieysztor & Szynal, 1939
- Gieysztoria Ruebush & Hayes, 1939
- Haplodidymos Hochberg & Cannon, 2002
- Microdalyellia Gieysztor, 1938
- Polliculus Van Steenkiste, Volonterio, Schockaert & Artois, 2008
- Pseudodalyellia Van Steenkiste, Gobert, Davison, Kolasa & Artois, 2011
- Sergia Nasonov, 1923
- Vaillantiella Luther, 1955
- Varsoviella Gieysztor & Wiszniewski, 1947

### Synonymes, reclassements, suppressions
D'après World Register of Marine Species (2 janvier 2024) :
- le genre Debeauchampiola est accepté comme Beauchampiola Luther, 1957, classé dans la famille des Jenseniidae. C'est une erreur d'orthographe du nom par Faubel & Noreña en 2001,
- le genre Hypostomum Schmidt, 1848 est un nomen oblitum accepté comme Dalyellia Fleming, 1822,
- le genre Mesovortex An der Lan, 1939 est accepté comme Gieysztoria Ruebush & Hayes, 1939,
- le genre Vortex Ehrenberg, 1831 est un synonyme junior de Dalyellia Fleming, 1822,
- le nom Dalyellioidarum est un genre invalide venant du génitif pluriel de Dalyelliidae, signifiant simplement "espèce de Dalyelliidae".

### Publication originale
(de) Ludwig von Graff, « Marine Turbellarien Orottavas und der Küsten Europas », Zeitschrift fur wissenschaftlige Zoologie, vol. 83, 1905, p. 68-150 lire